# Stora Fännsjön
Stora Fännsjön är en sjö i Mora kommun i Dalarna och ingår i Dalälvens huvudavrinningsområde. Sjön har en area på 0,0659 kvadratkilometer och ligger 336,2 meter över havet. Sjön avvattnas av vattendraget Böån.

## Delavrinningsområde
Stora Fännsjön ingår i det delavrinningsområde (679392-142126) som SMHI kallar för Ovan Brottängesbäcken. Medelhöjden är 397 meter över havet och ytan är 13,95 kvadratkilometer. Räknas de 5 avrinningsområdena uppströms in blir den ackumulerade arean 54,6 kvadratkilometer. Böån som avvattnar avrinningsområdet har biflödesordning 4, vilket innebär att vattnet flödar genom totalt 4 vattendrag innan det når havet efter 346 kilometer. Avrinningsområdet består mestadels av skog (82 procent). Avrinningsområdet har 0,07 kvadratkilometer vattenytor vilket ger det en sjöprocent på 0,5 procent.